# انتخابات الرئاسة البوليفية 1989
انتخابات الرئاسة البوليفية 1989 هي الانتخابات الرئاسية التي جرت في 1989، لانتخاب رئيس جمهورية بوليفيا، فاز بالانتخابات خايمي باز زامورا.